# Національний природний парк «Бойківщина»
«Бо́йківщина» — національний природний парк в Україні. Переважно розташований на території Самбірського та Стрийського районів Львівської області, а також частково в Мукачівському районі Закарпатської області.

## Історія створення
Створено указом Президента України Петра Порошенка від 11.04.2019 року № 130/2019. 
Кабінет Міністрів України, відповідно до указу, зобов'язано забезпечити:
- затвердження у шестимісячний строк у встановленому порядку Положення про національний природний парк «Бойківщина»;
- вирішення протягом 2019—2021 років відповідно до законодавства питання щодо надання національному природному парку «Бойківщина» у постійне користування 10 623 гектарів земель, у тому числі з вилученням у землекористувачів, розроблення проєкту землеустрою щодо відведення земельних ділянок та оформлення речових прав на земельні ділянки, а також розроблення проєкту землеустрою з організації та встановлення меж території національного природного парку;
- розроблення протягом 2019—2021 років і затвердження в установленому порядку Проєкту організації території національного природного парку «Бойківщина», охорони, відтворення і рекреаційного використання його природних комплексів та об'єктів.

## Характеристика
Створено з метою збереження генетичного, видового і ландшафтного різноманіття Українських Карпат, інших природних комплексів і об'єктів, що мають важливе природоохоронне, наукове, естетичне, рекреаційне та оздоровче значення. 
До території національного природного парку включено 12 240 гектарів земель державної та комунальної власності, а саме: 10 623 гектарів земель державної та комунальної власності, які надаються національному природному парку в постійне користування, у тому числі з вилученням у землекористувачів, та 1617 гектарів земель державної власності державного підприємства «Боринське лісове господарство», які включаються до території парку без вилучення. 
Значну частину парку займають лісові масиви (переважно ялиця, ялина). Зростає понад 30 видів трав'янистих рослин, серед яких баранець звичайний, аконіт опушеноплодий, лунарія оживаюча, чина гладенька, підсніжник білосніжний.